# Hypoxis kraussiana
Hypoxis kraussiana är en enhjärtbladig växtart som beskrevs av J. D. Buchinger och Christian Ferdinand Friedrich von Krauss. Hypoxis kraussiana ingår i släktet Hypoxis och familjen Hypoxidaceae. Inga underarter finns listade i Catalogue of Life.